# Katastralgemeinde Kulm (Gemeinde Eberstein)
Die Katastralgemeinde Kulm ist eine von zehn Katastralgemeinden der Gemeinde Eberstein im Bezirk Sankt Veit an der Glan in Kärnten. Sie hat eine Fläche von 62,74 ha.
Die Katastralgemeinde gehört zum Sprengel des Vermessungsamtes Klagenfurt.

## Lage
Die Katastralgemeinde liegt im Osten des Bezirks Sankt Veit an der Glan, östlich oberhalb des Gemeindehauptorts Eberstein. Landschaftlich liegt sie an den westlichen Ausläufern der Saualpe. Die Katastralgemeinde erstreckt sich über eine Höhenlage von 637 m ü. A. im Westen der Katastralgemeinde bis zu 975 m ü. A. im Südosten.

## Ortschaften
Auf dem Gebiet der Katastralgemeinde Kulm liegt ein Teil der Ortschaft Kulm.

## Vermessungsamt-Sprengel
Die Katastralgemeinde gehört seit 1. Jänner 1998 zum Sprengel des Vermessungsamtes Klagenfurt. Davor war sie Teil des Sprengels des Vermessungsamtes St. Veit an der Glan.

## Geschichte
Ende des 18. Jahrhunderts wurden die Kärntner Steuergemeinden (später: Katastralgemeinden) gebildet und Steuerbezirken zugeordnet. Die Steuergemeinde Kulm wurde Teil des Steuerbezirks Eberstein.
Im Zuge der Reformen nach der Revolution 1848/49 wurden in Kärnten die Steuerbezirke aufgelöst und Ortsgemeinden gebildet, die jeweils das Gebiet einer oder mehrerer Steuergemeinden umfassten. Die Steuer- bzw. Katastralgemeinde Kulm wurde Teil der Gemeinde Eberstein. Die Größe der Katastralgemeinde wurde 1854 mit 109 Österreichischen Joch und 506 Klaftern (ca. 63 ha, also etwa die heutige Fläche) angegeben; damals lebten 122 Personen auf dem Gebiet der Katastralgemeinde.
Die Katastralgemeinde Kulm gehörte ab 1850 zum politischen Bezirk Sankt Veit an der Glan und zum Gerichtsbezirk Eberstein. Von 1854 bis 1868 gehörte sie zum Gemischten Bezirk Eberstein. Seit der Reform 1868 ist sie wieder Teil des politischen Bezirks Sankt Veit an der Glan, zunächst als Teil des Gerichtsbezirks Eberstein, seit dessen Auflösung 1978 als Teil des Gerichtsbezirks St. Veit an der Glan.